# NK Domžale
Nogometni Klub Domžale – słoweński klub piłkarski z siedzibą w Domžalach.

## Osiągnięcia
- Mistrz Słowenii (2x): 2007, 2008
- Wicemistrz Słowenii: 2006

## Historia
Założony w 1921 roku klub NK Domžale jest jednym z najstarszych klubów słoweńskich. Obecny stadion klubu Športni park zbudowany został w 1948 roku. W latach 1997 i 1999 stadion był modernizowany. Prace nad nową, zachodnią trybuną rozpoczęły się w październiku 2003 roku i ukończone zostały w kwietniu 2004 roku. Reflektory na 4 betonowych wieżach ustawionych na rogach stadionu zamontowano 29 czerwca 2006 roku.
Okres świetności klubu rozpoczął się latem 2002 roku, gdy trenerem został Slaviša Stojanovič. W sezonie 2002/03 wprowadził on klub ponownie do pierwszej ligi słoweńskiej. W sezonie 2005/06 w Pucharze UEFA klub przeszedł przez dwie rundy kwalifikacyjne, po czym wyeliminowany został przez niemiecki klub VfB Stuttgart. W Pucharze UEFA w sezonie 2006/07 klub wyeliminowany został przez izraelski klub Hapoel Tel Awiw. Po zwycięstwie 4:0 z Primorje Ajdovščina 13 maja 2007 roku NK Domžale pierwszy raz w historii zdobył tytuł mistrza Słowenii.
Debiut w Lidze Mistrzów w sezonie 2007/08 był dla klubu udany – dwa zwycięstwa nad albańskim klubem SK Tirana. W następnej rundzie przeciwnik był znacznie wyżej notowany – chorwacki klub Dinamo Zagrzeb. Porażka u siebie 1:2 i przegrana 1:3 na wyjeździe zakończyły udział NK Domžale w Lidze Mistrzów.

## Europejskie puchary
Legenda do wszystkich tabel:
- Q – runda eliminacyjna, 1/16, 1/8, 1/4, 1/2 – odpowiednia faza rozgrywek, Grupa – runda grupowa, 1r gr – pierwsza runda grupowa, 2r gr – druga runda grupowa, F – finał, R – runda, PO – play-off
- k. – rzuty karne, los. – losowanie, Dogr. – dogrywka, w. – zasada bramek strzelonych na wyjeździe

| Sezon   | Rozgrywki               | Runda | Klub                | Dom | Wyjazd | Ogólnie    |
| ------- | ----------------------- | ----- | ------------------- | --- | ------ | ---------- |
| 2005/06 | Puchar UEFA             | 1Q    | Domagnano           | 3–0 | 5–0    | 8–0        |
| 2005/06 | Puchar UEFA             | 2Q    | Aszdod              | 1–1 | 2–2    | 3–3, w.    |
| 2005/06 | Puchar UEFA             | 1R    | VfB Stuttgart       | 1–0 | 0–2    | 1–2        |
| 2006/07 | Puchar UEFA             | 1Q    | Orašje              | 5–0 | 2–0    | 7–0        |
| 2006/07 | Puchar UEFA             | 2Q    | Hapoel Tel Awiw     | 0–3 | 2–1    | 2–4        |
| 2007/08 | Liga Mistrzów           | 1Q    | Tirana              | 1–0 | 2–1    | 3–1        |
| 2007/08 | Liga Mistrzów           | 2Q    | Dinamo Zagrzeb      | 1–2 | 1–3    | 2–5        |
| 2008/09 | Liga Mistrzów           | 1Q    | F91 Dudelange       | 2–0 | 1–0    | 3–0        |
| 2008/09 | Liga Mistrzów           | 2Q    | Dinamo Zagrzeb      | 0–3 | 2–3    | 2–6        |
| 2011/12 | Liga Europy             | 2Q    | RNK Split           | 1–2 | 1–3    | 2–5        |
| 2013/14 | Liga Europy             | 1Q    | Astra Giurgiu       | 0–1 | 0–2    | 0–3        |
| 2015/16 | Liga Europy             | 1Q    | Čukarički           | 0–1 | 0–0    | 0–1        |
| 2016/17 | Liga Europy             | 1Q    | Lusitanos           | 3–1 | 2–1    | 5–2        |
| 2016/17 | Liga Europy             | 2Q    | Szachtior Soligorsk | 2–1 | 1–1    | 3–2        |
| 2016/17 | Liga Europy             | 3Q    | West Ham United     | 2–1 | 0–3    | 2–4        |
| 2017/18 | Liga Europy             | 1Q    | Flora Tallinn       | 2–0 | 3–2    | 5–2        |
| 2017/18 | Liga Europy             | 2Q    | Valur               | 2–1 | 3–2    | 5–3        |
| 2017/18 | Liga Europy             | 3Q    | SC Freiburg         | 2–0 | 0–1    | 2–1        |
| 2017/18 | Liga Europy             | PO    | Olympique Marsylia  | 1–1 | 0–3    | 1–4        |
| 2018/19 | Liga Europy             | 1Q    | Široki Brijeg       | 1–1 | 2–2    | 3–3, w.    |
| 2018/19 | Liga Europy             | 2Q    | Ufa                 | 1–1 | 0–0    | 1–1, w.    |
| 2019/20 | Liga Europy             | 1Q    | Balzan              | 1–0 | 4–3    | 5–3        |
| 2019/20 | Liga Europy             | 2Q    | Malmö FF            | 2–2 | 2–3    | 4–5        |
| 2021/22 | Liga Konferencji Europy | 1Q    | Swift Hesperange    | 1–0 | 1–1    | 2–1        |
| 2021/22 | Liga Konferencji Europy | 2Q    | FC Honka            | 1–1 | 1–0    | 2–1        |
| 2021/22 | Liga Konferencji Europy | 3Q    | Rosenborg           | 1–2 | 1–6    | 1–8        |
| 2023/24 | Liga Konferencji Europy | 1Q    | Balzan              | 1–4 | 3–1    | 4–5, Dogr. |